# Логойск
Лого́йск (бел. Лагойск) — город в Минской области Беларуси. Административный центр Логойского района. Расположен в 38 км на северо-восток от Минска, на реке Гайна. Возле города проходит автодорога республиканского значения М3 Минск — Витебск. Город-спутник Минска.
Численность населения — 15 567 человек (на 1 января 2025 года).

## Геральдика
Герб утверждён решением Логойского районного исполнительного комитета от 16 июня 1998 года № 18. Зарегистрирован в Гербовом матрикуле Республики Беларусь 18 июня 1998 года № 16.

## История

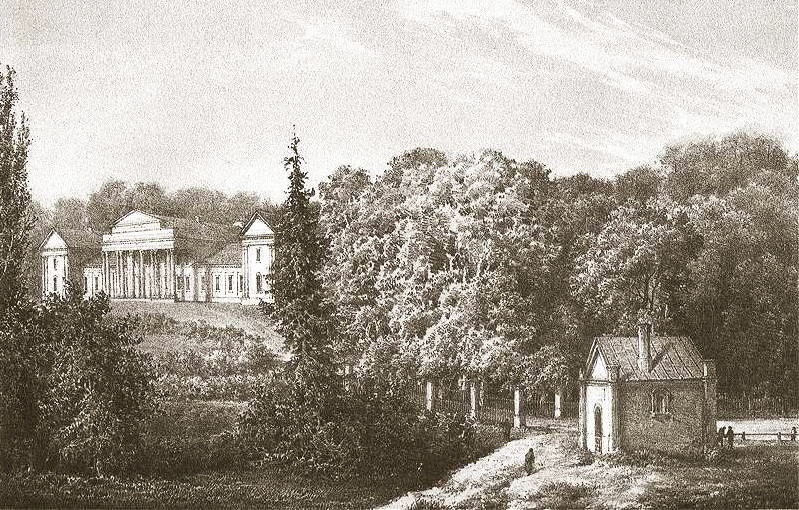
Зарисовка Наполеона Орды

Впервые в летописях упоминается в 1078 году в составе Полоцкой земли под названием Логожеск. Приблизительно с XII века центр Логожского княжества. С XIII века входит в состав Великого Княжества Литовского. Под именем Логоско упоминается как литовский город в «Списке русских городов дальних и ближних».
В разные периоды времени являлся владением Ягайло, Скиргайло, Витовта, князей Чарторыйских, а также графов Тышкевичей.
В 1505 году, в войне с Крымским ханством, город был захвачен татарами, разграблен и сожжён. Во время Северной войны 1700—1721 годов был захвачен шведскими войсками. Тогда же был разрушен Логойский замок, на месте которого в 1765 году был построен монастырь Базилианского ордена.
В результате второго раздела Речи Посполитой в 1793 году оказался в составе Российской империи. В 1814—1819 годах в Логойске построен дворец Тышкевичей, который был разрушен во время Великой Отечественной войны. По некоторым данным, в 1842 году братья Константин и Евстафий Тышкевичи основали в городе археологический музей. Его коллекция послужила основой при создании в 1855 году Виленского археологического музея. В XIX веке — местечко. Местечко Логойск принадлежало гр. Тышкевичу. В 1897 году Логойск становится центром волости Борисовского уезда.
В 1890-х годах в местечке проживало 1180 жителей, большинство — евреи, 685 чел. Действовала синагога и еврейские молитвенные дома, православная церковь, костёл.
С 1924 года — центр Логойского района. 27 сентября 1938 года Логойск получил статус посёлка городского типа.
20 октября 1995 года административные единицы Логойский район и посёлок Логойск, имеющие общий административный центр, объединены в одну административную единицу — Логойский район.
В 1998 году Логойску присвоен статус города.
10 августа 2014 года Логойску придан статус города-спутника Минска.

## Население
Численность населения — 15 567 человек (на 1 января 2025 года).
| Численность населения:                                                                          |
| Графики недоступны из-за технических проблем. См. информацию на Фабрикаторе и на mediawiki.org. |

| 1939  | 1959    | 1970    | 1979    | 1989    | 2006    | 2018     | 2021     | 2023     | 2024 | 2025    |
| ----- | ------- | ------- | ------- | ------- | ------- | -------- | -------- | -------- | ---- | ------- |
| 3 450 | ▲ 5 545 | ▼ 4 226 | ▲ 5 320 | ▲ 7 992 | ▲ 9 862 | ▲ 13 099 | ▲ 15 336 | ▲ 15 515 |      | ▲15 567 |

| Национальный состав по переписи населения 2009 года | Национальный состав по переписи населения 2009 года | Национальный состав по переписи населения 2009 года |
| Народ                                               | Численность                                         | %                                                   |
| --------------------------------------------------- | --------------------------------------------------- | --------------------------------------------------- |
| Белорусы                                            | 9778                                                | 91,33 %                                             |
| Русские                                             | 685                                                 | 6,4 %                                               |
| Украинцы                                            | 107                                                 | 1 %                                                 |
| Поляки                                              | 39                                                  | 0,36 %                                              |
| Армяне                                              | 20                                                  | 0,19 %                                              |
| Национальный состав по переписи населения 1939 года |                                                     |                                                     |
| Народ                                               | Численность                                         | %                                                   |
| Белорусы                                            | 2336                                                | 68,7 %                                              |
| Евреи                                               | 864                                                 | 25,4 %                                              |
| Русские                                             | 82                                                  | 2,4 %                                               |
| Украинцы                                            | 56                                                  | 1,6 %                                               |
| Поляки                                              | 14                                                  | 0,4 %                                               |

## Экономика
Крупнейшие предприятия промышленности:
- ЧПУП «Амкодор-Логойск» (производит технику для лесопромышленного комплекса; ранее — ПРУП «Завод ЭПОС», занимавшееся производством специального технологического оборудования, в 2011 году присоединено к ОАО «Амкодор»[20])
- ИПООО «Минавто» (изделия из пластмассы и металла для автомобильной промышленности)
- СООО «Лекфарм» (фармацевтика)
- РУП «Логойский комхоз»
- ООО «Полипринт»
- ООО «Логополимер»
- ООО «Белмедутилизация»[21]
- ООО «АмантисМед»

## Образование
В городе работают 2 средние школы и 1 гимназия. Функционируют учреждения дополнительного образования: Центр детского творчества, детская школа искусств и детско-юношеская спортивная школа олимпийского резерва.
Действуют 4 детских садика. В 2012 году введены в эксплуатацию ясли-сад № 4 г. Логойска «Лесная сказка» с проектной мощностью 230 мест.

## Культура
В городе действуют Логойский историко-краеведческий музей имени Константина и Евстафия Тышкевичей и художественная галерея Сергея Фёдоровича Давидовича.
В январе 1998 г. был открыт Дом ремёсел, который объединил народных мастеров и умельцев.
Районный центр культуры организовывает досуг молодёжи и детей, проводит танцевально-развлекательные и игровые программы.
В Логойском городском Доме культуры действуют:
- эстрадная студия «Млечны шлях» (для взрослых и детей)
- танцевальные коллективы «Акварель» (старшая и младшая группы)
- драматический кружок «Орхестра»
- духовой оркестр «Бравые гусары»
- коллектив мажореток
- народный ансамбль народной песни «Шчодрыца»
- народный ансамбль «Живица»
- вокально-инструментальный ансамбль «P.S.»

## События и мероприятия

### События
- 14 июня Логойск принял эстафету огня II Европейских игр

### Мероприятия
- Ежегодная научно-практическая конференция «IX Тышкевичские чтения: историко-культурное наследие магнатского рода Тышкевичей в контексте визуальной культуры»
- В 2016 году прошёл областной фестиваль «Дажынкi»

## Достопримечательности
- Братские могилы (1944) —  Историко-культурная ценность Республики Беларусь, шифр 613Д000234.
- Валы и ров утраченного Логойского замка —  Историко-культурная ценность Республики Беларусь, шифр 612В000232.
- Логойские городища — археологические памятники культуры штрихованной керамики около Логойска[23].
  - Городище-1, в 1 км к северо-западу от Логойска, на возвышенности в урочище Замковая Гора —  Историко-культурная ценность Республики Беларусь, шифр 612В000231.
  - Городище-2, периода раннего железного века, на юго-восточной окраине Логойска, около дороги в д. Зембин, в урочище Пименова Гора —  Историко-культурная ценность Республики Беларусь, шифр 613В000233.
- Логойский кратер
- Костёл святого Казимира
- Свято-Николаевская церковь
- Криница
- Фрагменты бывшей усадьбы графов Тышкевичей (XIX в.) —  Историко-культурная ценность Республики Беларусь, шифр 613Г000230
  - Фрагменты дворца (сохранились 2 арки)
  - Здание бывшей полотняной фабрики
  - Здание бывшей конюшни
  - Здание бывшей сторожки
  - Здание бывшего погреба
  - Территория бывшего костёла — фамильный склеп
  - Парк у дворца Тышкевичей
- Деревянное здание бывшей фабрики льняных и хлопковых изделий

### Памятник, скульптура
- Памятник В. И. Ленину
- Памятник Н. Я. Харченко (1974)
- Памятный знак роду Тышкевичей (скульптор Ричард Груша)
- Памятник-самолёт МиГ-29
- Скульптура Божьей Матери «Знамение» (2016)

## Галерея

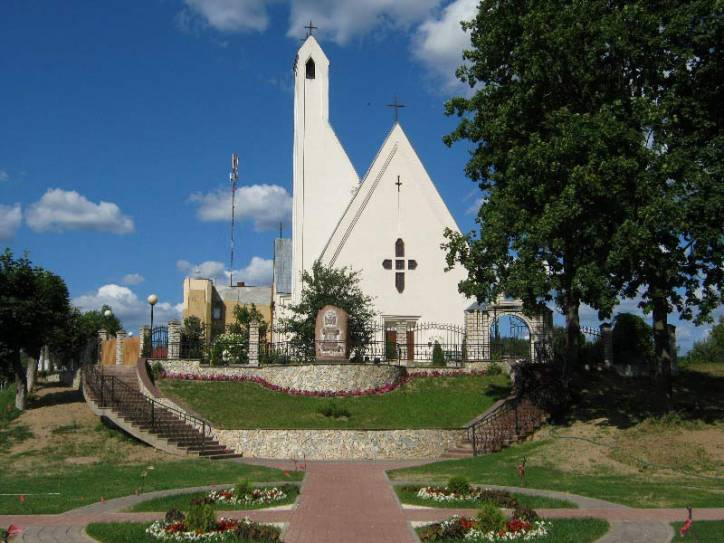
Костёл святого Казимира
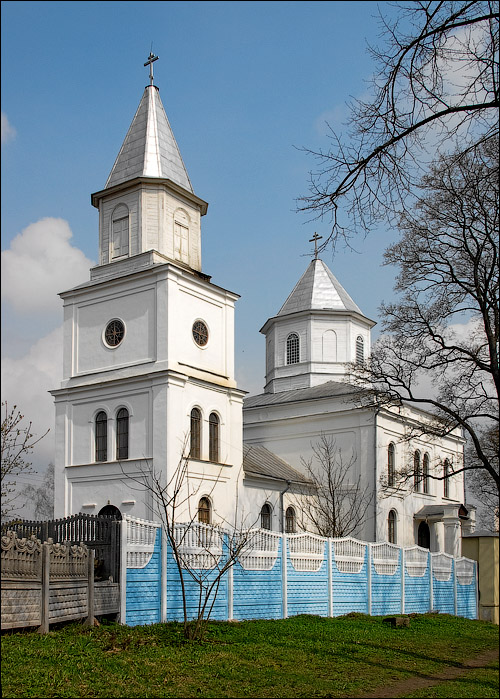
Свято-Николаевская церковь
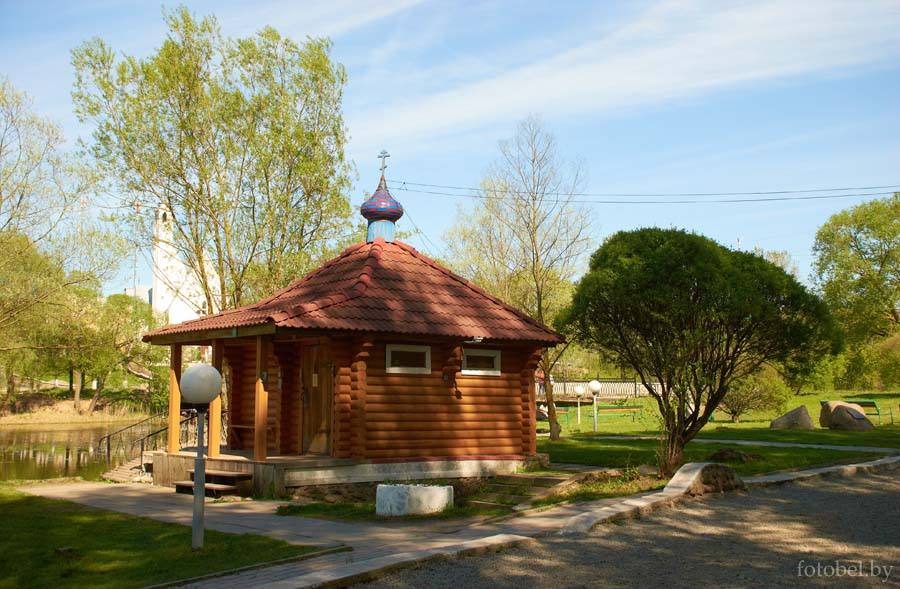
Криница
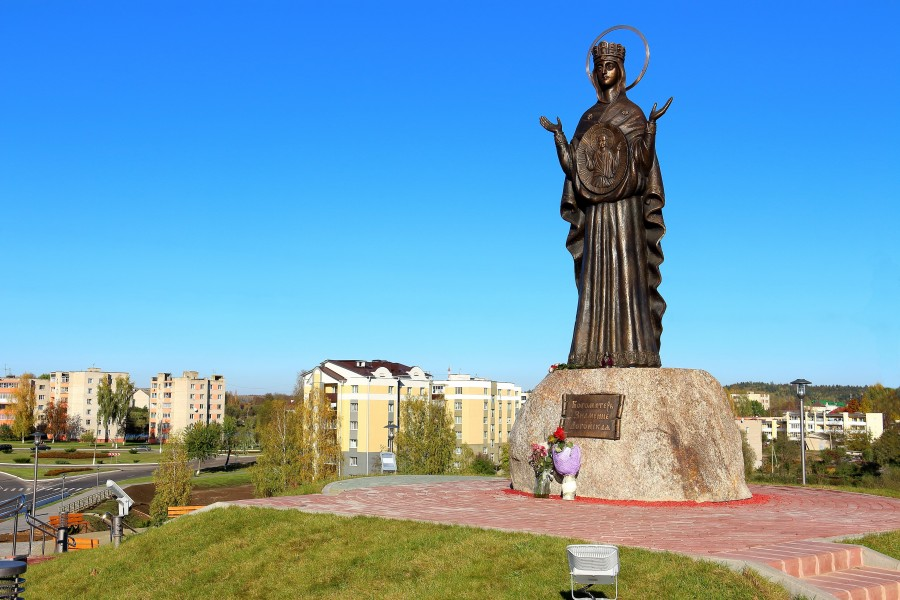
Скульптура Божьей Матери "Знамение"
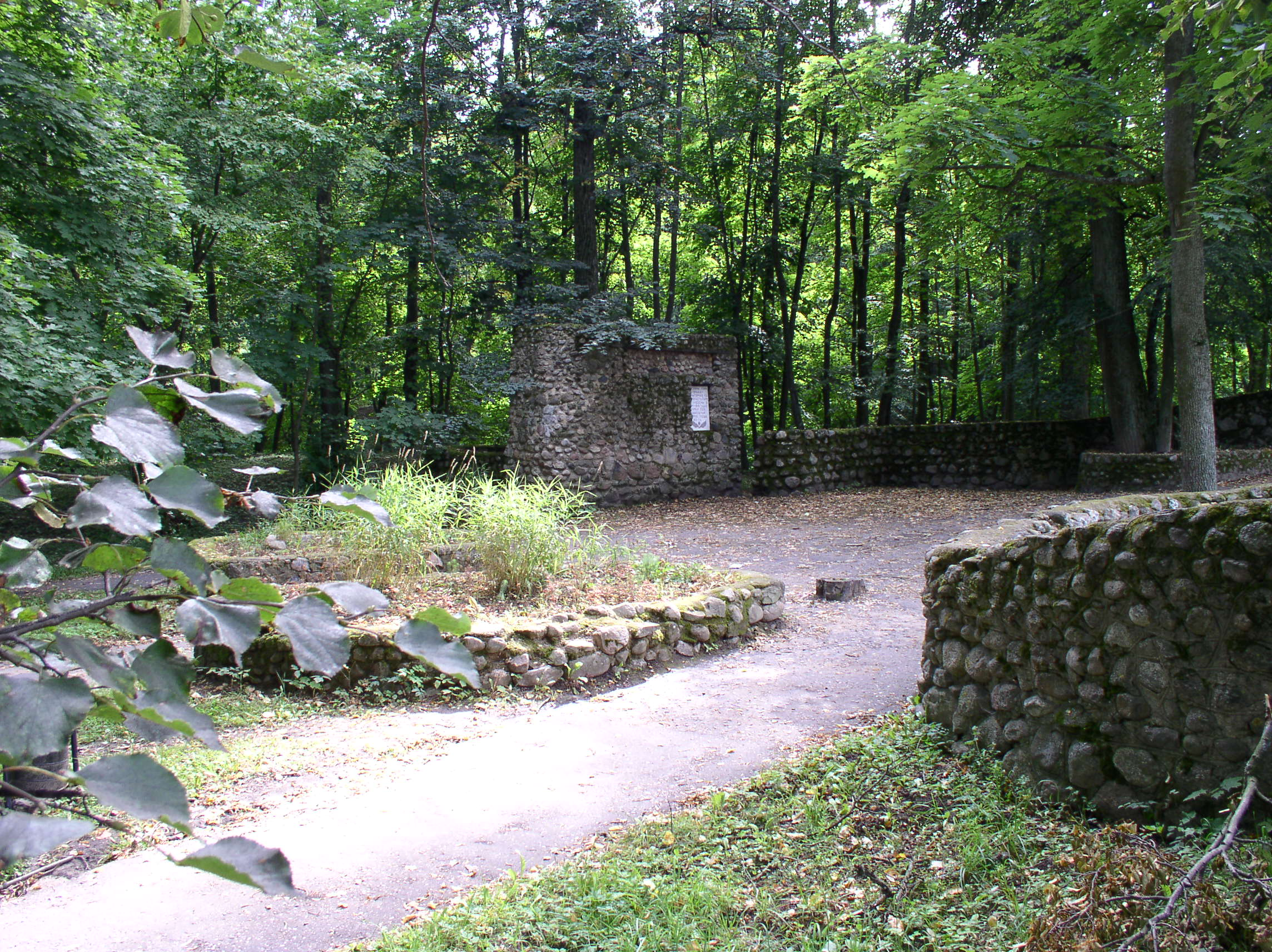
Парк Тышкевичей
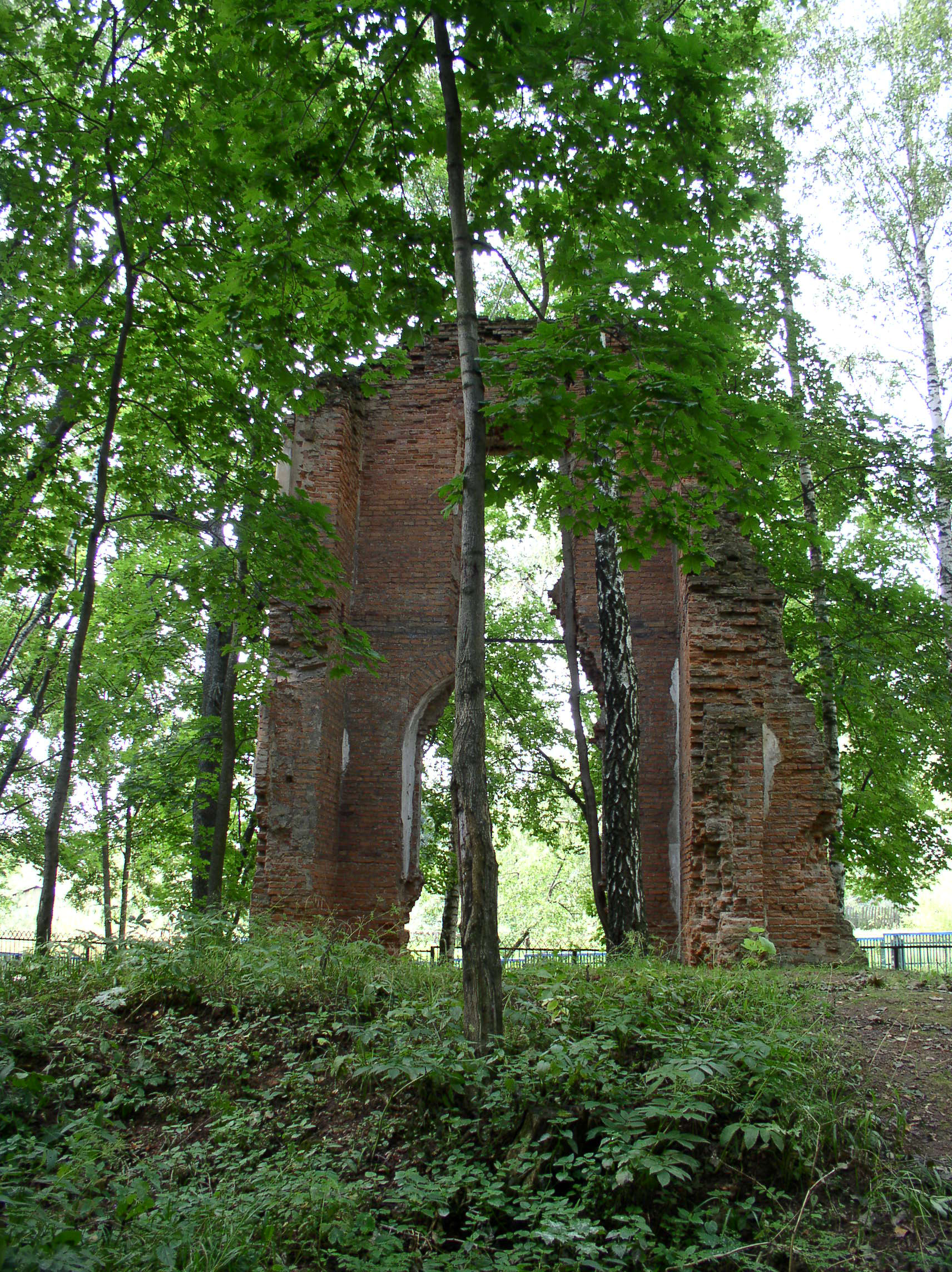
Руины усадьбы Тышкевичей
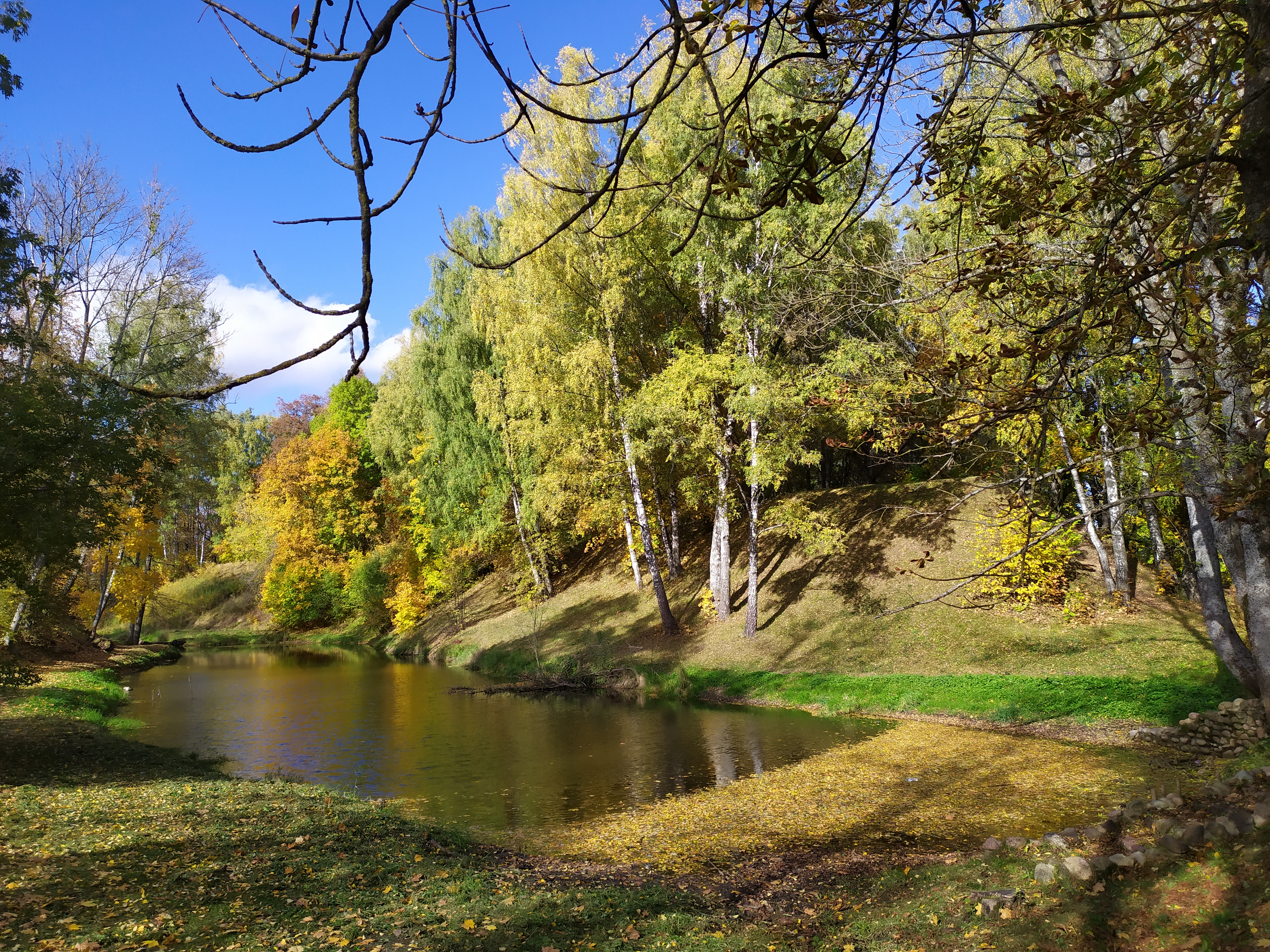
Замчище
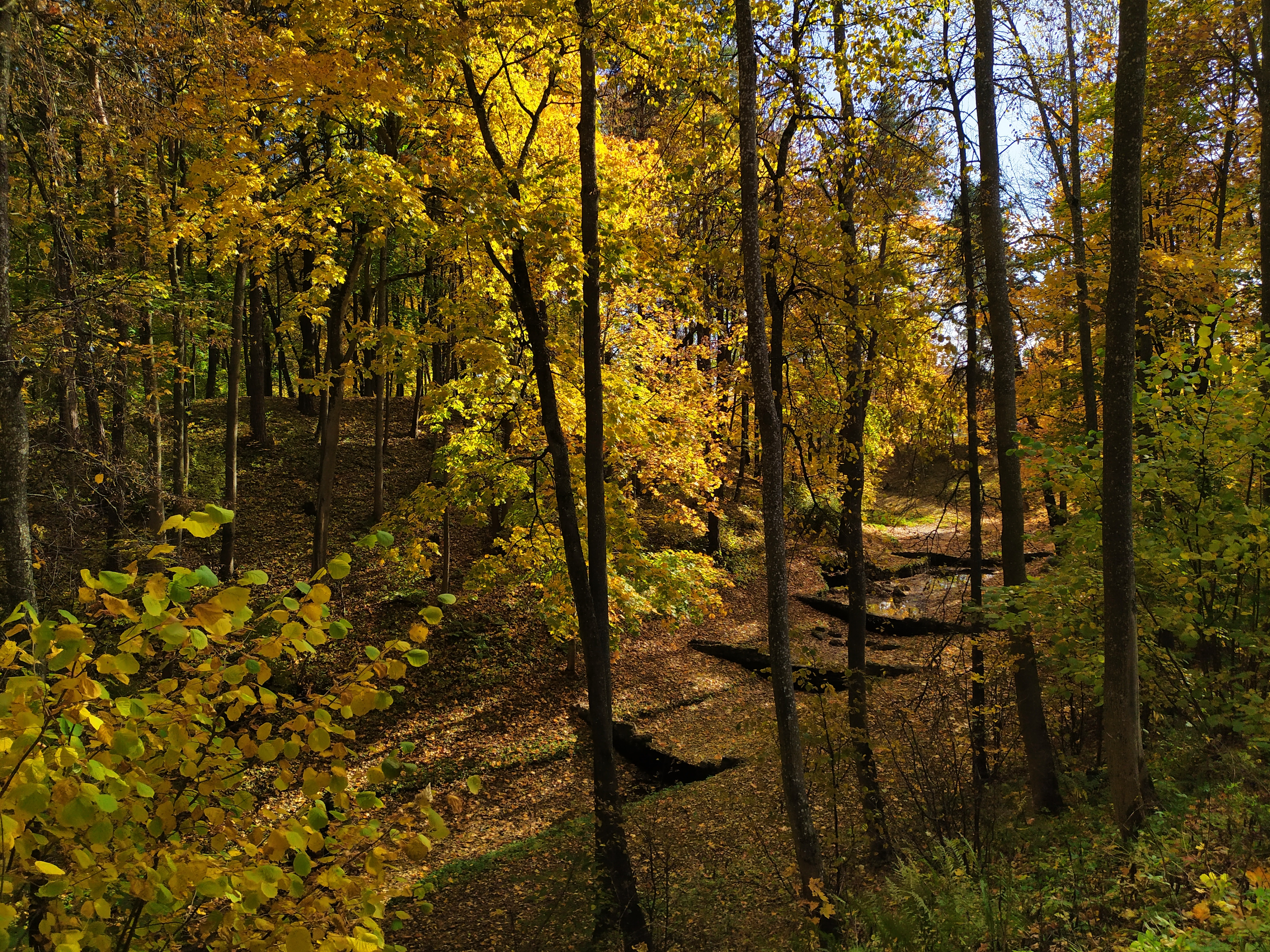
Замчище

## Спорт
Для проведения физкультурно-оздоровительных, спортивно-массовых мероприятий используются спортивные сооружения:
- 2 горнолыжных комплекса (ГСОК «Логойск» и РГЦ «Силичи»)
- ФОК «Логойск» с бассейном и мини-бассейном, спортивным и тренажерным залами, залом фитнеса, восстановительным центром, открытыми плоскостными сооружениями
- ФОК «Атлет» с борцовским залом, залом бокса, помещением для игры в настольный теннис, тренажерным залом, сауной
- Игровой центр «Фортуна»
- Лыжно-биатлонный комплекс «Заячья поляна»
- Стадион в парке Тышкевичей

## Международное сотрудничество
Города-побратимы:
- Протвино (Россия)
- Ласк (Польша)
- Демирташ (Турция)
- Мадона (Латвия)

Соглашения о сотрудничестве
- Муниципальное образование Волосовский муниципальный район (Россия)
- Управа района Некрасовка Юго-Восточного административного округа г. Москва (Россия)
- Община Лясковец (Болгария)
- Волчанский район Харьковской области (Украина)
- Шальчининкский район (Литва)
- Окуловский муниципальный район (Россия)
- Щецинецкий повят (Польша)